# Troubled Paradise
Troubled Paradise é o álbum de estreia da cantora americana Slayyyter. O seu lançamento ocorreu em 11 de junho de 2021, pela gravadora Fader. Com o crescimento da artista entre os anos de 2019 e 2020, tendo ela se tornado uma grande força na cena hyperpop e uma força crescente da música pop em geral, seu primeiro álbum de estúdio vê um crescimento artístico que é expresso pelo desprendimento da imagem estritamente associada à cultura pop dos anos 2000 (estabelecida em sua primeira era musical), numa mistura de novas influências musicais e letras mais pessoais e emotivas, mas sem deixar de lado a sexualidade e sons abrasivos.
Troubled Paradise recebeu críticas geralmente positivas dos críticos de música, que elogiaram a produção atualizada, o lirismo e a maturidade na composição. Alguns críticos consideraram este álbum uma melhoria em relação à sua mixtape de estreia.

## Antecedentes e desenvolvimento
Em 2019, após o lançamento de alguns singles, tendo sucesso moderado com algumas faixas no TikTok e ascensão no meio digital em nichos como o do hyperpop, Slayyyter finalmente lança seu primeiro trabalho completo em setembro de 2019, sua mixtape de estreia homônima. Durante essa era musical (referindo-se ao período de promoção da mixtape), mais especificamente em agosto de 2019, a artista respondeu a algumas perguntas sobre o lançamento do trabalho no Twitter. Dentre uma delas, um fã a perguntou se o rock estaria entre os gêneros trabalhados no disco. Ela o respondeu que estaria "guardando" esse estilo para o seu futuro segundo álbum, presumivelmente o de estreia. Isso acabaria se provando realidade com a fusão do rock e o eletrônico nas faixas mais electro-rock do Troubled Paradise.
Já em setembro, um fã respondeu a Slayyyter no Twitter referenciando uma de suas faixas não lançadas mais famosas entre os fãs até aquele momento, "Doghouse" (mais tarde nomeada como "Dog House"). "A casinha de cachorro ainda existe?", perguntou. Ela respondeu afirmando que estaria planejando lançá-la na versão deluxe de sua mixtape. Meses depois, ela continuou a provocar os fãs, tocando a música quase que por inteira em live no Instagram em abril de 2020. Os fãs foram rápidos em gravar e postar nas redes sociais o trecho exibido pela mesma. Ainda em 2019, outras faixas que poderiam estar supostamente em seu segundo álbum começaram a ser notadas. Dentre elas, "Talk to Me", citada pela cantora num tweet excluído e "ID" que a mesma tocou ao vivo no Instagram, além de "Dangerous", "Villain" e "Heaven". Nenhuma dessas faixas, com exceção de "Villain" e "Dog House", foi adicionada à lista final de faixas de Troubled Paradise. Também vale a pena notar que desde o lançamento de suas primeiras demos no SoundCloud, por volta de 2018, perpassando pelo lançamento de sua primeira mixtape e sua Mini Tour em 2019, até o lançamento de Troubled Paradise em 2021, Slayyyter conseguiu uma fanbase leal.
A produção do Troubled Paradise tem seus indícios desde a Mini Tour (série de shows locais realizados por Slayyyter em 2019). Em conversa com fãs no Twitter, Slayyyter afirmou que seu segundo disco (sem nome confirmado no momento do tweet) seria "muito melhor" que sua mixtape de 2019. Ela prosseguiu dando alguns pequenos gostos do que estaria por vir, mas só no começo de 2020 Slayyyter viajou a Los Angeles para trabalhar de fato no disco. Ela acabou permanecendo lá em razão da pandemia, onde continuou a gravar músicas mesmo com vários estúdios fechando as portas, o que poderia estagnar a produção de muitas músicas. A cantora, entretanto, tinha experiência em criar algo por conta própria, devido a como iniciou sua carreira, sem apoio de uma gravadora ou grande investimento. “Muitas pessoas estavam tipo: 'Não posso fazer música agora porque não consigo ir pro estúdio' [...] E eu dizia: 'Isso é péssimo. Mas tudo bem, eu sei o que fazer.'” Além disso, segundo a artista, com seu segundo disco, ela tentou refinar o seu som eletrônico mais pesado, pois percebeu que sua mixtape poderia ter tido uma sonoridade mais "limpa" do que teve. “Eu amo stalkear fóruns de fãs, e todo mundo sempre falavam mal de como minha mixtape foi mixada”, diz. Ela ainda completa que 'Troubled Paradise' não seria mais uma produção pop "caseira".
Quanto ao surgimento do título do disco, Slayyyter contou que durante o processo de criação do mesmo, num período de cerca de 2 anos, ela não estava num bom lugar, mentalmente falando. Eventualmente, contudo, ela parece ter superado esses sentimentos ruins e se afastado do que ela considerava estar lhe fazendo mal, como a alta ingestão de bebidas alcoólicas e a diversão desenfreada na noite. Esse fato a fez chamar o álbum de Troubled Paradise (em tradução literal, Paraíso Problemático), o que seria uma versão encurtada da expressão comum no inglês "problemas no paraíso", que é quando as coisas não poderiam estar indo melhor, mas surge um problema no caminho (nesse contexto, ela se referiria a seus problemas com a saúde mental, lidar com depressão e o hate na internet, ao mesmo tempo em que vivia o trabalho de seus sonhos como cantora pop).

## Lançamento e recepção
Em fevereiro de 2021, Troubled Paradise foi vazado por um desconhecido na internet. Contudo, não houve mudanças nos planos de lançamento e cronograma de singles, aparentemente devido ao impacto não muito grande que esse vazamento teve, tendo em vista ele nem sequer ter sido noticiado em veículos jornalísticos.
Em 11 de junho de 2021, o disco foi finalmente lançado em todas as plataformas digitais. No dia de seu lançamento, ele foi bem avaliado pelo público, recebendo comentários positivos em plataformas como a Album of the Year.
No quesito da crítica musical, Abigail Firth da revista DORK vê um crescimento evidente desde o single de estreia de Slayyyter, "BFF". Para a crítica, "Ela é a estrela pop perfeita, que entende a importância da imagem, da boa composição e experimentação (tendo em mente o futuro). Fica claro como ela é uma estudante da celebridade e, num mundo ideal, 'Troubled Paradise' a levaria a se tornar uma grande [celebridade] também." Ela completa sua crítica com "É um caso genuíno de não [ter faixas] puláveis. Vai ser um 'problema no paraíso' para as garotas do pop em seguida."

## Composição, influências e evolução artística

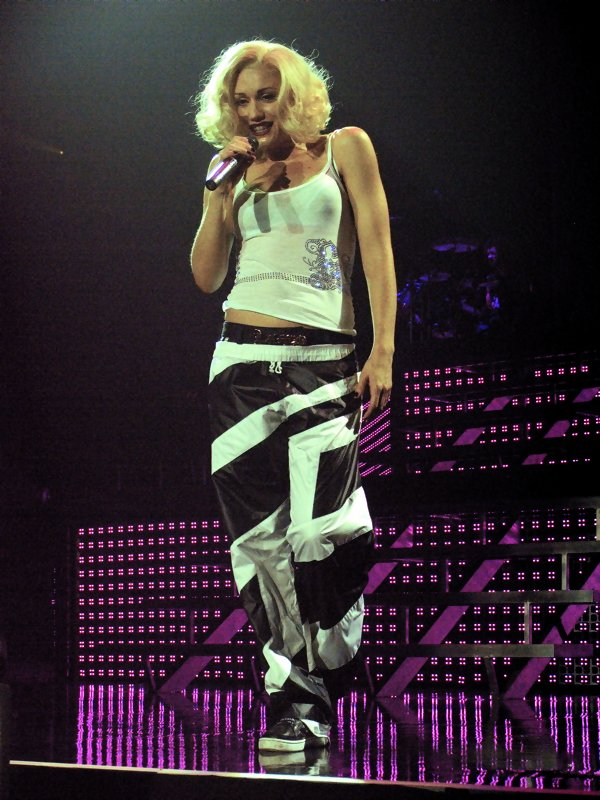
Gwen Stefani, uma das maiores influências artísticas presentes em Troubled Paradise.

Em entrevista à NME, Slayyyter conversou um pouco sobre sua evolução artística, afirmando que gostaria de mostrar ao público que tem mais de uma faceta. Quando criou Troubled Paradise, tinha em mente uma nova ambição: não mais queria atingir apenas um sucesso digno de pagar suas contas (pois já havia obtido isso com sua primeira era), mas estender esse sucesso para além de um nicho. Por um tempo, Slayyyter diz ter se sentido "trancafiada" na persona influenciada pela cultura pop dos anos 2000, que foi criada pela mesma e serviu como a caracterização artística inicial de Slayyyter. De acordo com a cantora, ela tinha medo de que caso suas canções não aludissem a gloss labial e saias curtas, as pessoas iriam dizer "Odiamos isso".
Quando perguntada sobre sua evolução artística, ela afirma: "Sinto que eu realmente queria ser minha própria artista nesse projeto [...] e não emular tanto, diria, artistas dos anos 2000 com os quais cresci [ouvindo]. Eu queria, tipo, encontrar meu próprio som e encontrar minha própria personalidade e vir com conceitos e temas que me deixavam animadas com a música."
Assim, para seu álbum de estreia, a influência de Gwen Stefani é bem perceptível no seu modo de criar arte, pois com o eventual entendimento de que seu disco não necessitaria pertencer a apenas um gênero, ela brincou com diferentes sons até atingir o que queria, construindo a sua sonoridade em cima dessa máxima. Isso foi algo que, segundo a mesma, teve inspiração na habilidade de Stefani de se mover sem esforços por vários gêneros musicais. Outra menção de influência da artista foi quanto à sua era Love. Angel. Music. Baby., de 2004, considerado um clássico pop. "Tudo que [a Gwen fez nessa era] era camp e os looks eram loucos", diz. Isso a conquistou visualmente desde pequena, o que também a inspirou nos visuais de seu disco.
Dessa vez, Slayyyter pega influências mais abrangentes da cultura pop. Com tons de Gwen Stefani e Avril Lavigne (nas faixas mais influenciadas pelo pop rock, como "Over This!"), além de Michelle Branch e Fergie (Slayyyter acha sua voz similar à da cantora quando faz rap), Troubled Paradise toma uma expressão mais variada de estilos, onde ainda se vê a presença de uma sonoridade hyperpop com batidas mais industriais e alternativas, a exemplo de faixas como "Venom", "Self Destruct" e "Dog House", que mostram o lado mais abrasivo do disco.
Com seus singles soando bem diferentes uns dos outros, uma preocupação inicial quanto à coesão do álbum foi trazida à torna, no entanto, o resultado final traz transições suaves de um estilo ao outro dentro da obra. É como se, na verdade, o álbum tivesse três seções com sonoridades similares que se mesclam umas nas outras: a primeira seção é mais abrasiva, com sons mais metálicos, levemente industriais e "barulhentos", indo da faixa de abertura, "Self Destruct", a "Dog House"; a segunda seção, de "Butterflies..." a "Clouds" traz um hyperpop mesclado à house music e com tons fortes de electropop; já a terceira e última seção traz uma mescla entre hyperpop e rock, com passagem pelo electro-rock e o pop rock dos anos 90 e 2000 com uma nova roupagem (dessa vez, eletrônica). Uma curiosidade revelada pela cantora em seu Twitter é que a faixa "Serial Killer" foi escrita aos seus 19 anos, sendo uma de suas favoritas do disco.
Relativo à composição lírica, talvez uma das mais importantes letras do disco seja a da sétima faixa e quarto single, "Clouds", que traz Slayyyter falando de seus sentimentos acerca de sua saúde mental em meados de 2020, devido aos comentários cruéis que recebera online, o que se expressou numa síndrome do impostor (além de suas crises internas). Quando a artista canta "Estou mais triste do que nunca / Nunca pensei que saberia o que é ganhar", é exatamente o que ela sentia após ter experenciado sua ascensão e posteriores ataques onlines: "Pensava que seria uma recepcionista em St. Louis para o resto da vida. Não pensava que conseguiria fazer algo legal algum dia. Escrever essa canção me ajudou bastante, pois estava duvidando se realmente era boa na música. E aí eu escrevi e fiquei tipo: 'Ei, isso é ótimo.'" Em entrevista para o site brasileiro Nação da Música, a cantora ainda complementa sobre "Clouds": "É uma canção muito triste. Eu sinto que é muito dos meus sentimentos pessoais dos quais não falo muito publicamente no Twitter, mas que boto pra fora através da minha música."
A faixa final de Troubled Paradise, "Letters", é vista pela artista como sua "primeira balada de verdade". Se desprendendo de suas inseguranças quanto à aceitação do público, ela se vê, agora, como confiante o suficiente para escrever sobre o que bem queira, seja isso sexo oral (em "Throatzillaaa") ou sua saúde mental ("Clouds"). No fim, diz, não importaria muito sobre o que especificamente se trata a música, mas sobre o quão boa ela é, pois assim é que ela ressonaria com as pessoas de verdade.

## Promoção

### Singles
A era oficialmente se iniciou em 21 de outubro de 2020, quando "Self Destruct" foi lançada como primeiro single do álbum, sendo acompanhada pelo lançamento de seu videoclipe horas depois. O videoclipe foi dirigido por Brent McKeever, contudo, no dia do lançamento do single, a lista de faixas completa do disco vazou pelo Last.fm, bem como o título do mesmo. No entanto, a ordem real era desconhecida.
O segundo single, "Throatzillaaa", foi lançado em 13 de novembro de 2020. Um vídeo com letra foi disponibilizado em 9 de novembro, antes de seu anúncio oficial em 11 de novembro, e seu eventual lançamento dois dias depois. Em meados de dezembro, a faixa-título, "Troubled Paradise", foi registrada na página ASCAP de Slayyyter. O single foi anunciado para lançamento em 19 de janeiro de 2021 e sendo lançado três dias depois como terceiro single do álbum. Seu videoclipe de acompanhamento foi lançado no mesmo dia e foi dirigido por Munachi Osegbu e produzido por Collin Druz. Um dia antes de seu lançamento, o single vazou, bem como trechos do videoclipe, a arte da capa do álbum e a ordem da lista de faixas.
Em 21 de janeiro de 2021, um dia antes do planejado, Slayyyter anunciou nas suas redes sociais o título do álbum como Troubled Paradise, junto com a sua capa oficial e data de lançamento para 11 de junho de 2021. No dia seguinte, a lista de faixas e a pré-venda do álbum foram anunciadas. Os próximos singles foram "Clouds", lançado em 26 de fevereiro de 2021, "Cowboys", em 9 de abril do mesmo ano, e "Over This!", em 27 de maio.

### Shows, performances e atos promocionais
Na noite do dia 10 de junho de 2021, horas antes da data oficial do lançamento do disco, Slayyyter realizou uma festa de lançamento na casa de shows Elsewhere: The Rooftop, em Nova Iorque. O show contou com a presença de um set de DJ, onde ela performou faixas inéditas do disco. No dia seguinte, após o lançamento do disco, o álbum foi divulgado na Times Square pelo Spotify.

### Club Paradise World Tour
Em 21 de junho de 2021, foi anunciada pela primeira vez a Club Paradise World Tour, consistindo de datas na Europa, Reino Unido e América do Norte. A turnê percorreu a América do Norte, América do Sul e Europa, começando em 4 de maio de 2022 no El Rey Theatre em Los Angeles, Califórnia, e terminando em 9 de julho de 2022 em La Maroquinerie, Paris, França, totalizando 32 concentos.

## Lista de faixas
A lista de faixas foi revelada pela cantora em suas mídias sociais no dia 22 de janeiro de 2021. As durações foram retiradas da Apple Music. Os créditos foram retirados do Genius.
| N.º            | Título                     | Compositor(es)                                       | Produtor(es)        | Duração |  |
| 1.             | "Self Destruct" (com Wuki) | Slayyyter Wuki                                       | Wuki                | 2:15    |  |
| 2.             | "Venom"                    | Slayyyter Robokid                                    | Robokid             | 2:24    |  |
| 3.             | "Throatzillaaa"            | Slayyyter Gupi                                       | Gupi                | 3:05    |  |
| 4.             | "Dog House"                | Slayyyter Robokid                                    | Robokid             | 2:22    |  |
| 5.             | "Butterflies..."           | Slayyyter Robokid                                    | Robokid             | 1:48    |  |
| 6.             | "Troubled Paradise"        | Slayyyter John Hill Jordan Palmer Robokid            | Robokid Hill Palmer | 4:01    |  |
| 7.             | "Clouds"                   | Slayyyter Marc Schneider Nicopop                     | Schmarx Nicopop     | 3:10    |  |
| 8.             | "Cowboys"                  | Slayyyter Dave Burris Micah Jasper                   | Burris Jasper       | 3:38    |  |
| 9.             | "Serial Killer"            | Slayyyter Pilotpriest                                | Pilotpriest         | 3:57    |  |
| 10.            | "Over This!"               | Slayyyter Catherine Leavy Chris Greatti Zakk Cervini | Greatti Cervini     | 2:56    |  |
| 11.            | "Villain"                  | Slayyyter Leavy Greatti Cervini                      | Greatti Cervini     | 3:33    |  |
| 12.            | "Letters"                  | Slayyyter Nate Campany Kyle Shearer                  | Campany Shearer     | 3:15    |  |
| Duração total: | Duração total:             | Duração total:                                       | Duração total:      | 36:31   |  |

## Histórico de lançamento
| Região | Data                | Formato                    | Versão | Gravadora | Ref.   |
| ------ | ------------------- | -------------------------- | ------ | --------- | ------ |
| Várias | 11 de junho de 2021 | Download digital streaming | Padrão | Fader     | [ 47 ] |